# 安东尼奥·帕奇诺蒂
安东尼奥·帕奇诺蒂（義大利語：Antonio Pacinotti，1841年6月17日—1912年3月24日），意大利物理学家，比萨大学物理学教授。

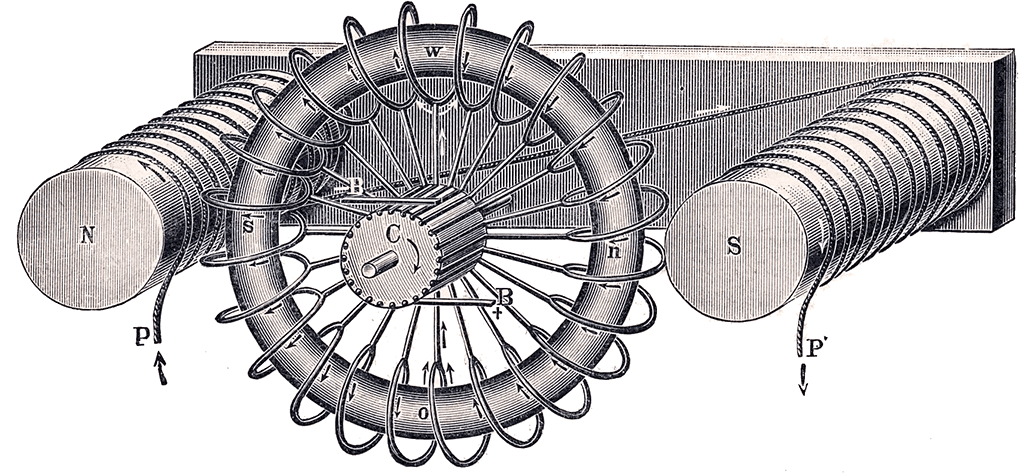
帕奇诺蒂-格喇姆环枢

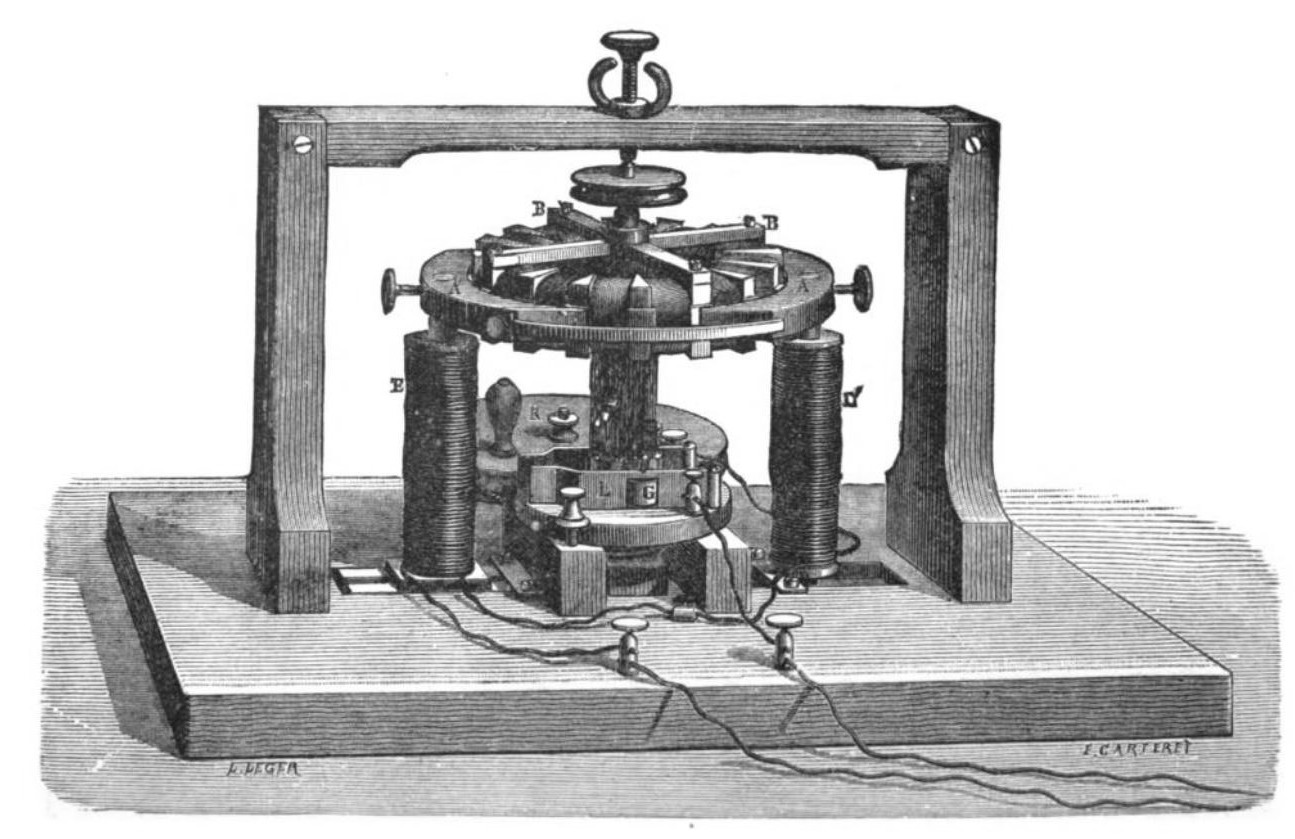
帕奇诺蒂的发电机